# Trémélimumab
Le trémélimumab est un principe actif utilisé dans l'industrie pharmaceutique, vendu sous le nom de marque Imjudo.

## Usage médical
Il s'agit d'un médicament utilisé pour traiter le cancer hépatocellulaire qui ne peut être éliminé par chirurgie seule et certains types de cancer du poumon non à petites cellules  qui se sont propagés à d'autres parties du corps. Il est généralement utilisé avec le durvalumab. Il est administré par injection graduelle dans une veine.

## Effets secondaires
Les effets secondaires courants sont les suivants : éruption cutanée, diarrhée, fatigue, démangeaisons et douleurs musculaires; d'autres effets secondaires peuvent inclure des problèmes du système immunitaire tels que la pneumonie, la colite et l'hépatite, ainsi que des réactions à la perfusion  . L'utilisation pendant la grossesse peut nuire au fœtus. Il s'agit d'un anticorps monoclonal et d'un bloqueur de point de contrôle immunitaire qui bloque l'antigène 4 associé aux lymphocytes T cytotoxiques ,.

## Histoire
Le trémelimumab a été approuvé pour un usage médical aux États-Unis en 2022. En 2022, le fabricant a demandé l'approbation en Europe. Aux États-Unis, 75 mg coûtent environ 10 300 USD en 2022.